# Antônio de Almeida Prado
Antônio de Almeida Prado (Itu, 13 de junho de 1889 — São Paulo, 7 de junho de 1965) foi um médico, pesquisador e professor universitário brasileiro.
Quinto reitor da Universidade de São Paulo, Antônio também foi secretário de Educação durante a gestão de Laudo de Camargo, interventor federal no governo de São Paulo e autor de vários livros de referência na medicina.

## Biografia
Antônio nasceu na cidade de Itu, em 1889. Era filho de Francisco de Almeida Prado e Isabel de Almeida Prado. Para cursar medicina, foi para o Rio de Janeiro, onde se formou em 1912 na Faculdade Nacional de Medicina, defendendo a tese Das variações volumétricas do baço nas cirroses hepáticas.
Graduado, mudou-se para São Joaquim da Barra, onde fixou residência com a família e passou a clinicar. A convite de Arnaldo Vieira de Carvalho, fundador da recém-criada Faculdade de Medicina de São Paulo, Antônio e a família se mudaram para a capital e ele assumiu o cargo de professor de clínica médica da nova faculdade.
Antônio foi professor da Universidade de São Paulo por mais de 30 anos, chegando ao cargo de professor emérito. Publicou diversos livros de medicina, alguns redigidos em francês, que se tornaram referência na área. Foi também diretor da Faculdade de Filosofia, Ciências e Letras; reitor da Universidade de São Paulo (1946-1947); secretário da Educação e presidente da Academia de Medicina de São Paulo (1930-1931).
Como secretário de Educação na gestão de Laudo de Camargo (julho a novembro de 1931, nomeou a primeira comissão constituída pelos professores Antônio de Alcântara Machado, Lúcio Martins Rodrigues, Raul Carlos Briquet, Fernando de Azevedo e Júlio de Mesquita Filho, para estudar as bases da Universidade Paulista. Junto de João de Aguiar Pupo, redigiu o regulamento da Faculdade de Filosofia, Ciências e Letras.
Em seu livros, abordou diversos assuntos como medicina e médicos na literatura atual; rumos novos da medicina; à margem da medicina psicossomática; Brasil, paraíso das drogas; congressos médicos; cultura médica e pletora profissional; cultura e formação médica profissional; ensino oficial e docência-livre; eficiência do ensino e limitação de matrícula, entre outros.

## Morte
Antônio morreu em 7 de junho de 1965, na capital paulista, aos 75 anos.

## Homenagens
Hoje há uma avenida na Cidade Universitária com seu nome. No centro da cidade de Iepê, há uma escola de ensino fundamental e médio que também leva seu nome.